# كليف بورتر
كليف بورتر (بالإنجليزية: Cliff Porter)‏ هو لاعب اتحاد الرغبي نيوزلندي، ولد في 5 مايو 1899 في إدنبرة في المملكة المتحدة، وتوفي في 12 نوفمبر 1976 في ويلينغتون في نيوزيلندا.

## وصلات خارجية
- كليف بورتر عل موقع إسبنسكروم (الإنجليزية)